# Eriochiton sclerolaenoides
Eriochiton es un género monotípico de plantas fanerógamas perteneciente a la familia Amaranthaceae. Su única especie: Eriochiton sclerolaenoides (F.Muell.) A.J.Scott, es originaria de Australia donde se encuentra en regiones secas.

## Descripción
Es una planta perenne decumbente o erecta que alcanza los 30 cm de alto. Las hojas son estrechas-oblongas a semicilíndricas, de 10 mm de largo  y agudas. Las flores son solitarias, bisexuales.

## Taxonomía
Eriochiton sclerolaenoides fue descrita por (F.Muell.) A.J.Scott y publicado en Feddes Repertorium 89: 119, en el año 1978.
Sinonimia
- Austrobassia sclerolaenoides (F.Muell.) Ulbr.
- Bassia eriochiton Tate
- Bassia sclerolaenoides (F.Muell.) F.Muell.
- Chenolea sclerolaenoides F.Muell. ex Benth.
- Echinopsilon sclerolaenoides F.Muell. basónimo
- Maireana sclerolaenoides (F.Muell.) Paul G.Wilson[4]